# Crookers Mixtape 2 - Quello dopo, quello prima
Crookers mixtape: Quello dopo, quello prima è un mixtape del gruppo musicale italiano Crookers, pubblicato il 23 febbraio 2018 da Pluggers/Ciao Recs/FUGA.

## Tracce
1. Intro/Facevo Il Rap Con I Suoni Da Deephouse – 2:28
2. 1000 Pezzi (feat. Dio MC) – 2:02
3. Pezzo (feat. Dio MC) (prod. Ceri) – 2:55
4. Costa Rica (feat. Gué Pequeno) (prod. Bosca) – 3:10
5. Yeeeeo Creeeeo (feat. Cricca Dei Balordi) – 2:48
6. Tutti E 3 O Nessuno (feat. Patrick Benifei) – 1:48
7. Creppers (feat. Golaphra) – 1:24
8. Animalier (feat. Dargen D'Amico & Danti) (co-prod. Mace & Ckrono) – 3:12
9. FT3 Skit – 1:07
10. GCPDC (feat. Bassi Maestro) – 2:09
11. Medein (feat. Caneda) – 2:57
12. Afrotutto (feat. Samuel Heron) – 1:54
13. Garage (feat. Ernia) – 2:07
14. Short Pfff Man (feat. MFKN SNDR) – 2:33
15. Farrari (feat. Uniiqu3) – 2:08
16. Qualche Critico Musicale (feat. Dargen D'Amico) – 3:48
17. Tieni Tutto (feat. Meddaman) – 2:10
18. Tieni Tutto (Reprise) (feat. Egreen) – 0:46
19. Link Up (feat. Egreen & Attila) – 3:07
20. Cash Money (Skit) (prod. Nic Sarno) – 0:18
21. Hallo Spank (feat. Pepito Rella) – 1:28
22. Sim Simma (feat. Supa) – 2:42
23. Boom Bye Tape (feat. Ensi) – 1:12
24. Culi Di Burro (feat. Dafa) – 3:20
25. Sol Mi Sol Mi (feat. Jack the Smoker) – 1:46
26. Orai Orai (feat. STS) – 2:11
27. Bagol (feat. Chemil) – 2:18
28. Brivido (feat. Rocco Hunt) (co-prod. Mr. Oizo) – 1:36
29. Oltre L'Oceano (feat. Laïoung) – 2:45
30. Vivo OK (co-prod. Nic Sarno) – 2:48
31. EDS – 2:03